# Carl von Noorden (storico)
Carl Friedrich Johannes von Noorden (Bonn, 11 settembre 1833 – Lipsia, 25 dicembre 1883) è stato uno storico tedesco.

## Biografia
Fu il nipote dello psichiatra Christian Friedrich Nasse (1778-1851) e del padre del patologo Carl von Noorden (1858-1944).
Studiò presso le università di Marburgo, Berlino e Bonn, dove era allievo di Heinrich von Sybel (1817-1895). Nel 1868 divenne professore di storia presso l'Università di Greifswald. Successivamente lavorò come professore a Marburgo (dal 1870), Tubinga (dal 1873), Bonn (dal 1876) e Lipsia (dal 1877), in cui ebbe come studente Karl Lamprecht (1856-1915). Dopo la sua morte, la sua posizione a Lipsia fu occupata dal suo amico, Wilhelm Maurenbrecher (1838-1892).
Noorden pubblicò dei libri sulla storia medievale e rinascimentale, e nei suoi ultimi anni si dedicò anche alla storia europea. Ma è meglio noto per i suoi scritti sugli eventi che ebbero luogo durante la guerra di successione spagnola, e opere che coinvolgono l'epoca storica di Carlo V. Inoltre pubblicò alcuni articoli che coinvolgono le storie politiche dell'Inghilterra, della Francia e dei Paesi Bassi. Uno delle sue opere migliori fu un libro incompiuto sulla storia della Spagna.
Noorden fu un'icona importante per la fondazione del Königlich-Sächsischen Historischen Seminars presso l'Università di Lipsia (1877). Fu membro della Società Reale Sassone delle Scienze di Lipsia e, dal 1874, membro corrispondente dell'Accademia Bavarese delle Scienze (Bayerischen Akademie der Wissenschaften).

## Opere principali
- Die Sage von Helgi : Liederkreis nach der Edda, 1857.
- Hinkmar, Erzbischof von Reims, Bonn 1863.
- Der Rücktritt des Ministeriums Pitt im Jahre 1801, 1863.
- Die parlamentarische Parteiregierung in England, 1865.
- Europäische Geschichte im 18. Jahrhundert, 1. Abteilg.: Der Spanische Erbfolgekrieg, Volumi 1-3 Düsseldorf 1870-1882.
- Sechs Jahre österreichischer Politik, 1871.
- Historischen Vorträge, eingeleitet und herausgegeben von Wilhelm Maurenbrecher, Lipsia 1884.